# Olympische Winterspiele 1994/Teilnehmer (Portugal)
| Gelbes Symbol für Goldmedaillen mit stilisierten Olympischen Ringen | Graues Symbol für Silbermedaillen mit stilisierten Olympischen Ringen | Braundes Symbol für Bronzemedaillen mit stilisierten Olympischen Ringen |
| ------------------------------------------------------------------- | --------------------------------------------------------------------- | ----------------------------------------------------------------------- |
| —                                                                   | —                                                                     | —                                                                       |

Portugal nahm an den Olympischen Winterspielen 1994 im norwegischen Lillehammer mit einem Athleten teil.

## Teilnehmer nach Sportarten

### Ski Alpin
| Athleten       | Wettbewerbe        | 1. Lauf     | 1. Lauf | 2. Lauf     | 2. Lauf | Gesamt      | Gesamt |
| Athleten       | Wettbewerbe        | Zeit        | Rang    | Zeit        | Rang    | Zeit        | Rang   |
| -------------- | ------------------ | ----------- | ------- | ----------- | ------- | ----------- | ------ |
| Männer         |                    |             |         |             |         |             |        |
| Georges Mendes | Abfahrt            | —           | —       | —           | —       | 1:49,20 min | 41     |
| Georges Mendes | Alpine Kombination | 1:40,29 min | 30      | DNF         | DNF     | DNF         | DNF    |
| Georges Mendes | Riesenslalom       | 1:35,91 min | 41      | 1:29,26 min | 33      | 3:05,20 min | 32     |
| Georges Mendes | Super-G            | —           | —       | —           | —       | DNF         | DNF    |